# Wells (Nevada)
Wells is een plaats (city) in de Amerikaanse staat Nevada, en valt bestuurlijk gezien onder Elko County.

## Demografie
Bij de volkstelling in 2000 werd het aantal inwoners vastgesteld op 1346. In 2006 is het aantal inwoners door het United States Census Bureau geschat op 1330, een daling van 16 (-1,2%).

## Geografie
Volgens het United States Census Bureau beslaat de plaats een oppervlakte van 17,8 km², geheel bestaande uit land. Wells ligt op ongeveer 1716 m boven zeeniveau.

## Plaatsen in de nabije omgeving
De onderstaande figuur toont nabijgelegen plaatsen in een straal van 88 km rond Wells.